# Pani Loriga

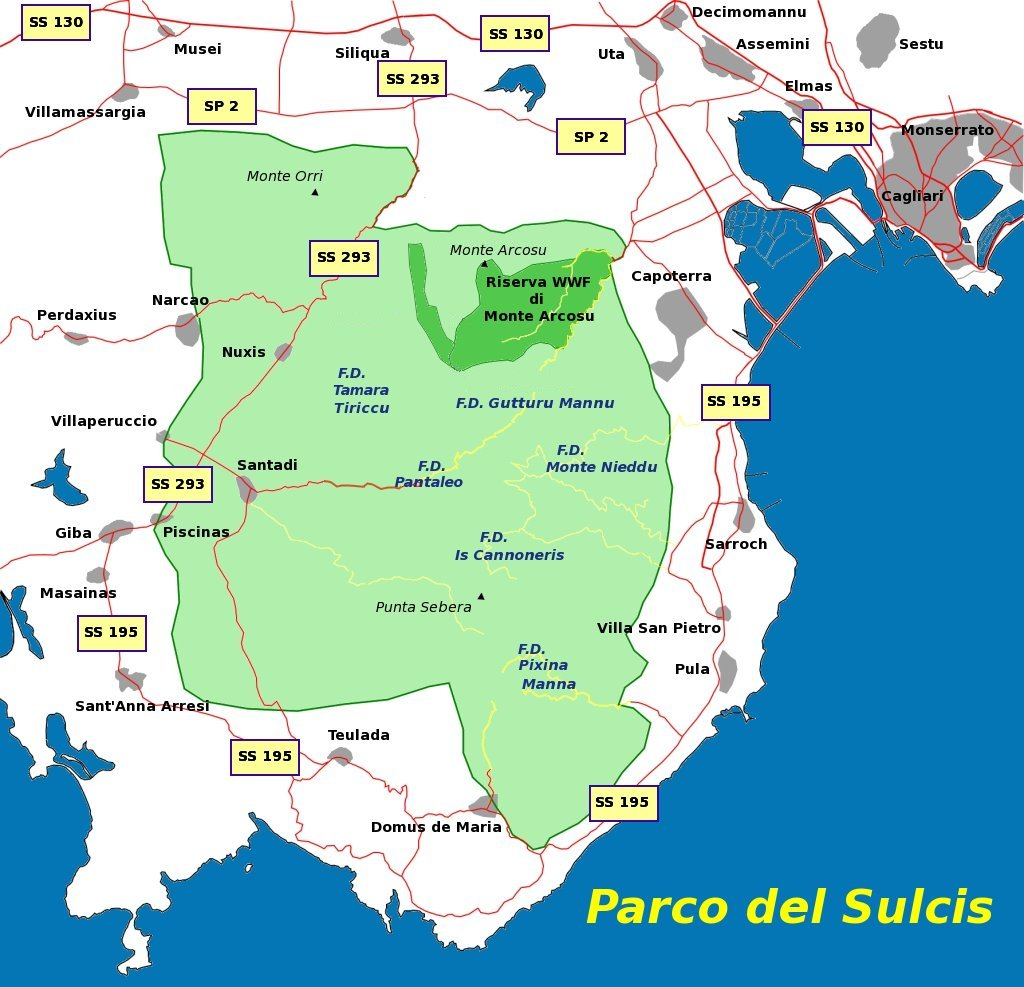
Lage im Westen des Sulcis-Parkes

Pani Loriga ist eine 1965 entdeckte phönizisch-punische Befestigung auf Sardinien. Sie liegt westlich von Santadi auf einem etwa 100 m hohen Tafelberg in der Provinz Sud Sardegna. Seit ihrer Entdeckung wurde sie teilweise ausgegraben, zuletzt 2007. Von einer vorausgegangenen Besiedlung in der Kupfer- und Bronzezeit zeugen einige Domus de Janas und die Reste der Nuraghe Diana, deren Hauptturm zu einer modernen Befestigung umgebaut wurde.
Die 230 × 50 m große Akropolis lag innerhalb einer Ringmauer. Eine weitere verlief am Fuß des Tafelberges. Zur Gesamtanlage gehören ein Heiligtum (Tofet), Wohnviertel, Kasematten, einige punische Felskammergräber mit Dromoi und eine phönizische Nekropole mit rund 150 Gräbern (überwiegend Brandbestattungen in Gruben) aus dem 7. bis 6. Jahrhundert. v. Chr. mit phönizischen, etruskischen und ionischen Keramiken, Silberschmuck, Skarabäen, Amuletten und Eisenwaffen als Beigaben. Einer der Silberanhänger zeigt laut Brigitte Quillard statt des Flaschenidols zwischen den Uräen einen schematischen Skarabäus. Die Festung wurde wie die größere und vollständiger ausgegrabene Garnison auf dem Monte Sirai bereits im 7. Jahrhundert v. Chr. zum Schutz des Hinterlandes der Phönizierstädte Sulki (Sant’ Antioco), Nora, und der umliegenden Minen gegründet.
Das Grabungsgelände kann besichtigt werden.